# Boulaq
Boulaq (arabiska: بولاق; även stavat Bulaq, äldre stavning Bulak) är ett distrikt (kism) i Kairo, Egypten som gränsar mot Centrala Kairo i syd, Azbakeya i öst och Nilen i väst. Namnet Boulaq kommer från det franska 'Bon Lac', vilket betyder 'Bra sjö', som sedermera blev det arabiska  Boulaq och vilket uttalas 'Bolaa' på egyptisk arabiska.

## Historia
Boulaq var ursprungligen en ö i Nilen fram till att Nilens flöde ändrades västerut vid mitten av 1300-talet.
Efter Baibars erövring av Cypern 1428 blev Boulaq den betydande hamnen i Kairo utefter Nilen. Mot slutet av 1400-talet hade Boulaq även övertagit rollen som den ledande kommersiella hamnen från hamnen i Gamla Kairo.
Under senare delen av 1400-talet skedde två stora förändringar i Kairos stadsbild: bildandet av hamnen Boulaq och distriktet Azbakeya i de nordöstra delarna av centrala staden. Stadens gränser hade dessförinnan varit oförändrade under de föregående 300 åren enligt de kartor som upprättades av den franska expeditionen 1798.

## Moderna historien
Det Egyptiska musset etablerades i Azbakeya av den egyptiska regeringen 1835 i närheten av Azbakeya-parken (Azbakeya Gardens) vid nuvarande Operatorget. Museet flyttades 1858 till Boulaq för att det ursprungliga museet inte rymde alla artefakt. 
År 1855, strax efter att alla artefakt flyttats skänktes det till hertig Maximilian av Österrike. Han anlitade en fransk arkitekt för att rita och konstruera ett nytt museum för antikviteterna.  Det nya museet kom att placeras vid Nilens strand i Boulaq.  År 1878, efter att museet varit färdigt under en tid så drabbades det av en översvämning som skapade bestående skador därmed flyttades antikviteterna till en annan förvaringsplats i Giza. Där stannade de fram till 1902 när de flyttades till dess nuvarande plats, Egyptiska museet vid Tahrirtorget.
Idag används inte längre Boulaq som hamn, utan är mest känt som platsen för tidningen Al-Ahram.